# منطقة ناينيتال
ناينيتال رمزها «NA» (بالإنجليزية: Nainital)‏ ، هو تقسيم إداري لدولة الهند تتبع ولاية أوتاراخند (بالإنجليزية: Uttarakhand)‏ ، مركزها هو مدينة ناينيتال (بالإنجليزية: Nainital)‏ عدد سكانها حسب تعداد سنة 2001 هو 762,912 ، مساحتها 3,853 كم² وكثافة السكان 198 لكل كم² .